# Port lotniczy Korhogo
Port lotniczy Korhogo (IATA: HGO, ICAO: DIKO) – port lotniczy położony w Korhogo, w regionie Savanes, w Wybrzeżu Kości Słoniowej.

## Kierunki lotów i linie lotnicze
| Linia Lotnicza    | Kierunek   |
| ----------------- | ---------- |
| Air Côte d'Ivoire | 1. Abidżan |